# Deathstars
Deathstars es una banda sueca de metal industrial que incorpora elementos góticos. Formada en enero del 2000 en Estocolmo. Se dieron a conocer con su primer álbum, Synthetic Generation, en 2001, aunque la fama les llegó con los álbumes Termination Bliss (2006) y Night Electric Night (2009). En ellos se encuentran las canciones más representativas del grupo como son «Blitzkrieg», «Cyanide» y «Death Dies Hard».
Deathstars se encuentra actualmente de gira por Australia tras haber dado más de 200 conciertos en Europa.

## Historia

### Formación
Inicialmente el grupo estuvo compuesto por Andreas Bergh en voces principales, Erik Halvorsen en guitarras, Emil Nödtveidt en guitarras y teclados y Ole Öhman en batería. La formación actual consiste principalmente por los miembros que salieron de las bandas Swordmaster (proyecto de black metal), Ophthalamia(grupo de black metal).
Anteriormente, en la banda Dissection tocaba los bajos Emil Nödtveidt, que luego formaría parte de Deathstars; su hermano Jon Nödtveidt fue integrante de la banda de black metal The Black y del proyecto de música electrónica De Infernali. Luego los hermanos serían componentes del grupo Ophthalamia. Ole Öhman estuvo, además, hasta el encarcelamiento del vocalista Jon Nödtveidt en 1997, el grupo Storm of the Light's Bane. Para empezar, Storm of the Light's Bane es el nombre del último disco antes de entrar en la cárcel Jon, de la banda Dissection.

### Synthetic Generation(2001-2005)
La discográfica de la banda era Universal, con la que grabaron su primer álbum, Synthetic Generation, en 2001, en su propio país, pero a continuación tuvieron problemas con la distribución internacional de Universal y por ello firmaron un acuerdo con el sello Nuclear Blast. Synthetic Generation fue reeditado para Europa en 2003 y después en América en 2004. Acompañando a este álbum publicaron los sencillo «Synthetic Generation» (2001) y «Syndrome» (2002).
Deathstars dio gran número de conciertos en su país de origen en el año 2002. Esto hizo posible sus primeras actuaciones en otros países europeos como Alemania y Finlandia, entre otros. Durante los años posteriores continuó promocionand el disco con numerosos conciertos por Europa.

### Termination Bliss(2006-2008)
Su segundo álbum, que salió a principios de 2006, se titula Termination Bliss, el cual continúa con el estilo de Deathstars, aunque es un poco más refinado. Los integrantes atravesaron juntos una etapa difícil mientras grababan el disco a causa del suicidio de Jon Nödtveit, hermano de Emil Nödtveidt, más otros problemas que tuvo que superar la banda. Todo esto comenzó a influenciar en el álbum, que muestra una gran intensidad de emoción debido al gran trabajo de Emil y del grupo entero.
Termination Bliss estuvo acompañado de varios sencillos, el primero llamado «Cyanide», en diciembre de 2005, que dio a Deathstars un empujón hacia el éxito. El segundo, «Blitzkrieg» fue grabado en octubre de 2006. Los videoclips promocionales de la era Termination Bliss fueron filmados en Belgrado (Serbia). Más tarde salió a la venta el sencillo «Virtue to Vice», éste con mucha menos repercusión que los anteriores.
Deathstars hizo una larga gira por toda Europa en 2006, incluyendo conciertos con grupos como Cradle of Filth, que fueron haciendo crecer más su fama. Un nuevo miembro entraría a mediados de 2006, Eric Cat, como guitarrista.
A la salida del álbum de Metallica, Death Magnetic, se creó mucha controversia por el posible plagio de estos a Deathstars con relación a la fuente o tipo de letra usados en su nuevo material,[cita requerida] además de contener este una canción llamada «Cyanide».

### Night Electric Night
El nuevo álbum Night Electric Night fue publicado en Europa el 30 de enero de 2009. El primer sencillo es la canción «Death Dies Hard», que, al igual que el resto del disco, continúa en la misma línea de metal industrial, y ya tiene su videoclip.
El 10 de marzo de 2009 el grupo anunció en su página electrónica que el álbum Night Electric Night sería publicado en América el 19 de mayo y que tenía programados numerosos conciertos en ese continente. El 21 de marzo de 2011, el grupo anunció en su página web que se encuentra escribiendo canciones para su próximo álbum. Además también anunciaron una gira durante el verano con el grupo Vain.
A partir de noviembre de 2011 será la banda telonera en los conciertos de la Banda Alemana Rammstein en el Tour Made in Germany 1995-2011. Se desconoce la fecha en la cual dejarán de serlo.
En octubre de 2011 la banda anuncia por medio de su página oficial en Facebook que Oscar "Vice" Leander pasa a ser el nuevo baterista de estudio, luego de la partida de Ole Öhman "Bone W. Machine" en 2010. Vice ya había participado en Deathstars en tours anteriores, después de reemplazar a Bone por problemas personales.
En noviembre de 2012, la banda publicó un estado en su cuenta de Twitter, diciendo que están listos para escribir nuevas canciones para un futuro nuevo álbum en 2013, esto ha sido confirmado en el mes de enero por su vocalista.

## Integrantes

### Actuales
- Emil "Nightmare Industries" Nödtveidt: guitarra líder y teclados (exmiembro de Dissection, Swordmaster y Opthalamia).
- Andreas "Whiplasher Bernadotte" Bergh: voces (exmiembro de Swordmaster).
- Jonas "Skinny Disco" Kangur: bajo y coros.
- Eric “Cat Casino” Bäckman: guitarra rítmica (exmiembro de Gemini Five)
- Marcus "Nitro" Johansson: batería (miembro de Reach)

### Anteriores
- Erik “Beast X Electric” Halvorsen: guitarra rítmica (exmiembro de Swordmaster).
- Ole "Bone W. Machine" Öhman: batería (exmiembro de Dissection y Opthalamia).
- Oscar “Vice” Leander: batería (exmiembro de Crescendolls)

## Discografía

### Álbumes de estudio
- Synthetic Generation: 2003 en Europa y Rusia; 2004 en América
- Termination Bliss: 2006
- Night Electric Night: 2009
- The Perfect Cult: 2014
- Everything Destroys You: 2023

### Recopilatorio
- The Greatest Hits on Earth: 2011

### Sencillos
- «Synthetic Generation» (2001)
- «Syndrome» (2002)
- «Cyanide» (2005)
- «Blitzkrieg» (2006)
- «Virtue To Vice» (2006)
- «Death Dies Hard» (2008)
- «Metal» (2011)
- «All The Devils Toys» (2014)
- «This Is» (2023)
- «Midnight Party» (2023)

### Videoclips oficiales
- Synthetic Generation (2001)
- Syndrome (2002)
- Cyanide (2005)
- Blitzkrieg (2006)
- Virtue to Vice (2007)
- Death Dies Hard (2008)
- Metal (2011)
- All The Devil´s Toys  (2014)
- This is  (2023)
- Midnight Party (2023)